# Bahnhof Kyjiw-Passaschyrskyj

Der Bahnhof Kyjiw-Passaschyrskyj (ukrainisch Київ-Пасажирський, russisch Киев-Пассажирский (Kijew-Passaschirski); übersetzt: Kiew Personenbahnhof) ist der Fern- und Hauptbahnhof der ukrainischen Hauptstadt Kiew. Mit täglich mehr als 170.000 Reisenden (2005) ist er der größte Durchgangsbahnhof des Landes.
Erbaut wurde der Bahnhof in den Jahren 1868 bis 1870. Eigentümer ist die Piwdenno-Sachidna Salisnyzja und Betreiber des Bahnhofs ist die Ukrsalisnyzja.
Die Reiseverkehrsanlagen verfügen über drei Abfertigungshallen: den „Hauptbahnhof“, erbaut in den Jahren 1927 bis 1932 in Anlehnung an den Stil des ukrainischen Barocks mit einigen Elementen des Konstruktivismus, den „Südbahnhof“ von 2004 und den „Vorstadtbahnhof“ aus dem Jahr 1960. Zurzeit wird der Bahnhof Darnyzja im Osten Kiews ausgebaut, um den Bahnhof Kyjiw-Passaschyrskyj zu entlasten. Das Hauptbahnhofsgebäude wurde von Oleksandr Werbyzkyj und dem Architekten Pawlo Aloschyn entworfen. Leitender Bautechniker war der später in Kiew sehr produktive Architekt Iossif Karakis.
Am Bahnhof gibt es seit 2011 ein Freiluft-Eisenbahnmuseum.

## Lage und Erreichbarkeit

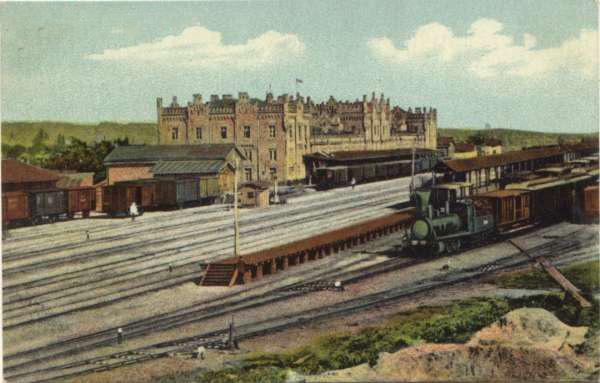
Der Bahnhof im 19. Jahrhundert

Der Bahnhof befindet sich am Bahnhofsplatz 1 (Вокзальна площа 1) westlich des historischen Zentrums der Stadt und ist über die Metrolinie 1, Station Woksalna (Вокзальна), die Tramlinien 1, 15 und 18, Station Starowoksalna am nördlichen Ende des Bahnhofs, und Bussen der Stadt und privater Anbieter mit dem öffentlichen Nahverkehr zu erreichen.

## Verbindungen

### Regionale und Nationale Verbindungen
Seit Herbst 2018 fährt etwa drei Mal pro Stunde ein Kurzzug über den Bahnhof Darnyzja zum Kiewer Flughafen Boryspil.

### Internationale Verbindungen
Der Kiewer Hauptbahnhof ist Ausgangspunkt für zahlreiche internationale Zugverbindungen. So verkehren täglich Züge in die mitteleuropäischen Städte Budapest, Wien, Košice (Kaschau), Przemyśl (ohne Umspurung), Krakau, Warschau, Breslau, ins moldauische Chișinău, in die belarussischen Städte Minsk und Hrodna oder ins russische Sankt Petersburg (an ungeraden Tagen) und Moskau. Einmal pro Woche verkehren Züge durch die Bukowina nach Bukarest und Richtung Osten ins aserbaidschanische Baku über Wolgograd und Astrachan am Kaspischen Meer. Während der Sommermonate verkehrt einmal wöchentlich ein weiterer Zug nach Bukarest, der weiter in die bulgarische Schwarzmeerstadt Warna fährt. Von Mai bis Oktober fährt alle vier Tage ein Zug über Minsk und Vilnius nach Riga.